# بخش باکسهولم
بخش باکسهولم (به سوئدی: Boxholms kommun) یک ناحیه شهری در سوئد است که در شهرستان اوستر گوتلاند واقع شده‌است.